# Southport (Metro de Chicago)
Southport es una estación en la línea Marrón del Metro de Chicago. La estación se encuentra localizada en 3411 North Southport Avenue en Chicago, Illinois. La estación Southport fue inaugurada el 18 de mayo de 1907.  La Autoridad de Tránsito de Chicago es la encargada por el mantenimiento y administración de la estación. La estación fue reabierta el 30 de marzo de 2008 después de ser remodelada.

## Descripción
La estación Southport cuenta con 2 plataformas laterales y 2 vías. 

## Conexiones
La estación es abastecida por las siguientes conexiones de autobuses: 
- Rutas del CTA Buses